# Parc Estatal de Chugach

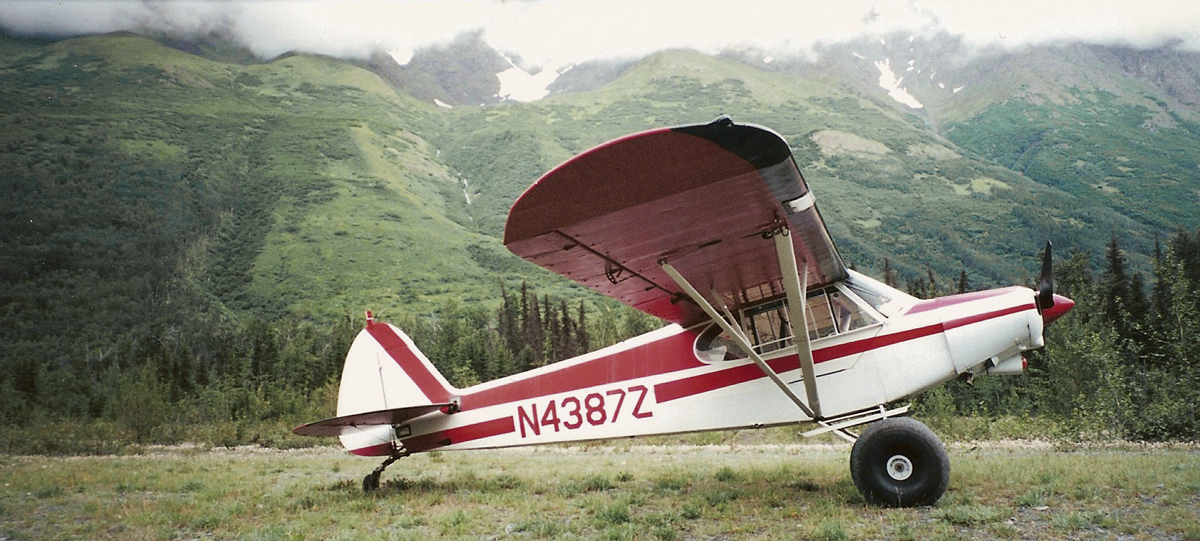
Una avioneta equipada amb pneumàtics amples i robustos per a l'ús en pistes no pavimentades a la riba interior del llac Eklutna

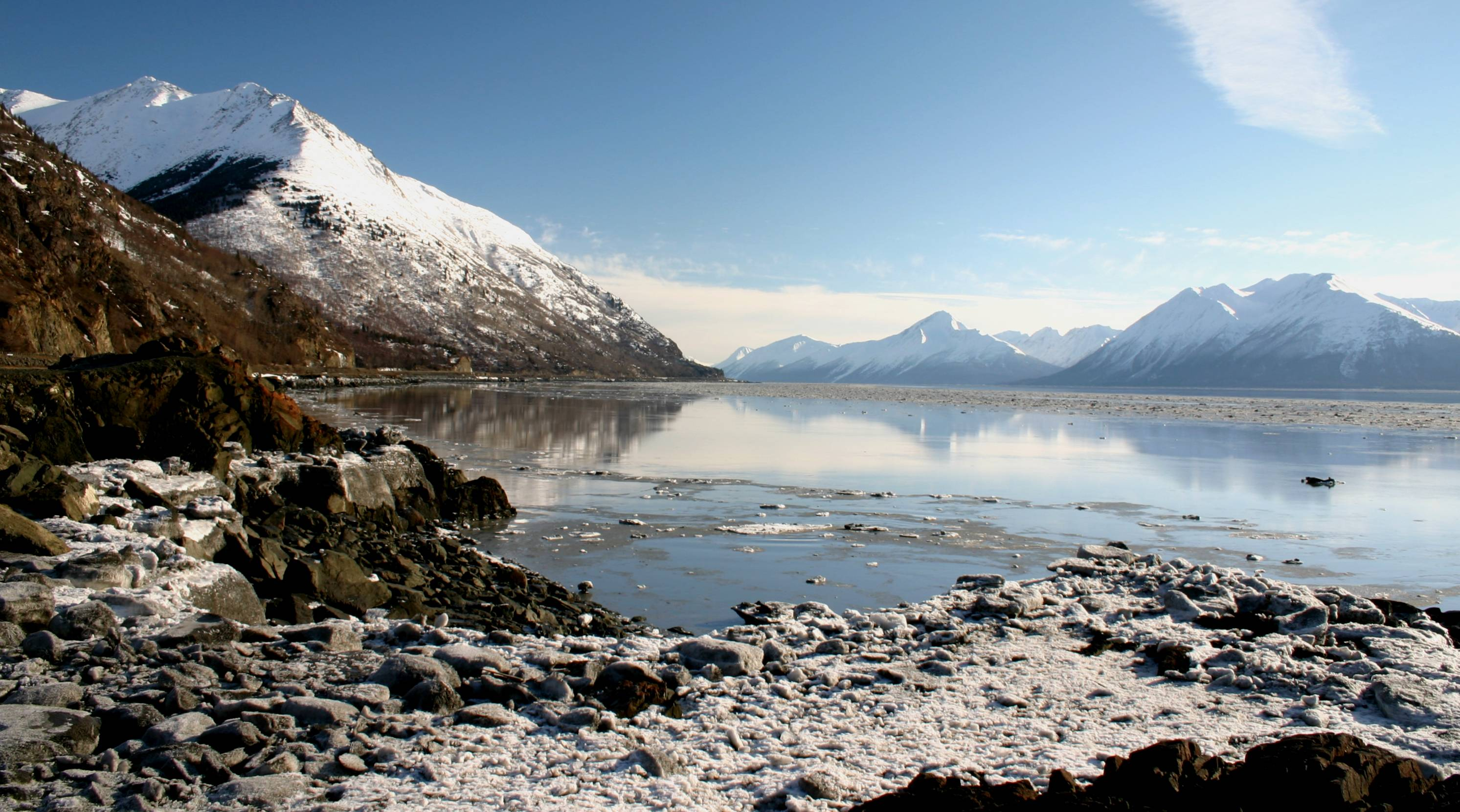
El punt d'observació Beluga Point al llarg de la carretera Seward

El Parc Estatal de Chugach (Chugach State Park) protegeix una part important de les muntanyes Chugach. Ocupa la meitat oriental de la Municipalitat d'Anchorage, la ciutat més gran d'Alaska (Estats Units). El parc fou establert el 6 d'agost del 1970. Chugach cobreix 2.004 quilòmetres quadrats de costes, boscos frondosos, muntanyes i glaceres de gran abast. Constitueix el tercer parc estatal més gran dels Estats Units després del Parc Estatal de Wood-Tikchik (Wood-Tikchik State Park) a l'oest d'Alaska i el Parc Estatal del Desert d'Anza-Borrego (Anza-Borrego Desert State Park) al sud de Califòrnia. El parc compta amb 15 conques hidrogràfiques principals, 70 llacs, 50 glaceres i 20 pics de més de 2.100 metres d'altitud.

## Atraccions
La històrica ruta d'Iditarod, utilitzada pels trineus tirats per gossos, passa pel parc en el seu recorregut de 1.850 quilòmetres des de Seward a l'oceà Pacífic fins a Nome al mar de Bering. Al llarg de la carretera Seward al sud del centre d'Anchorage hi ha una sèrie de punts d'observació al parc des dels quals els visitants poden gaudir de les impressionants vistes de les balenes beluga mentre es diverteixen a la cala de Cook. Hi ha campaments a les zones de fàcil accés així com casetes públiques per a lloguer a les zones remotes del parc. Els visitants d'hivern utilitzen els senders del parc per a l'esquí nòrdic així com per a les raquetes i motos de neu. Avions petits poden fer servir la pista d'aterratge de grava al Districte Nord per tal d'arribar a la part interior del llac Eklutna. L'Eagle River Nature Center (Centre de la Natura del Riu Eagle), una entitat sense ànim de lucre que treballa en associació amb el parc, proporciona exhibicions sobre la flora i la fauna que es troben a prop i ofreix programes educatius sobre temes relacionats.